# Portugese euromunten

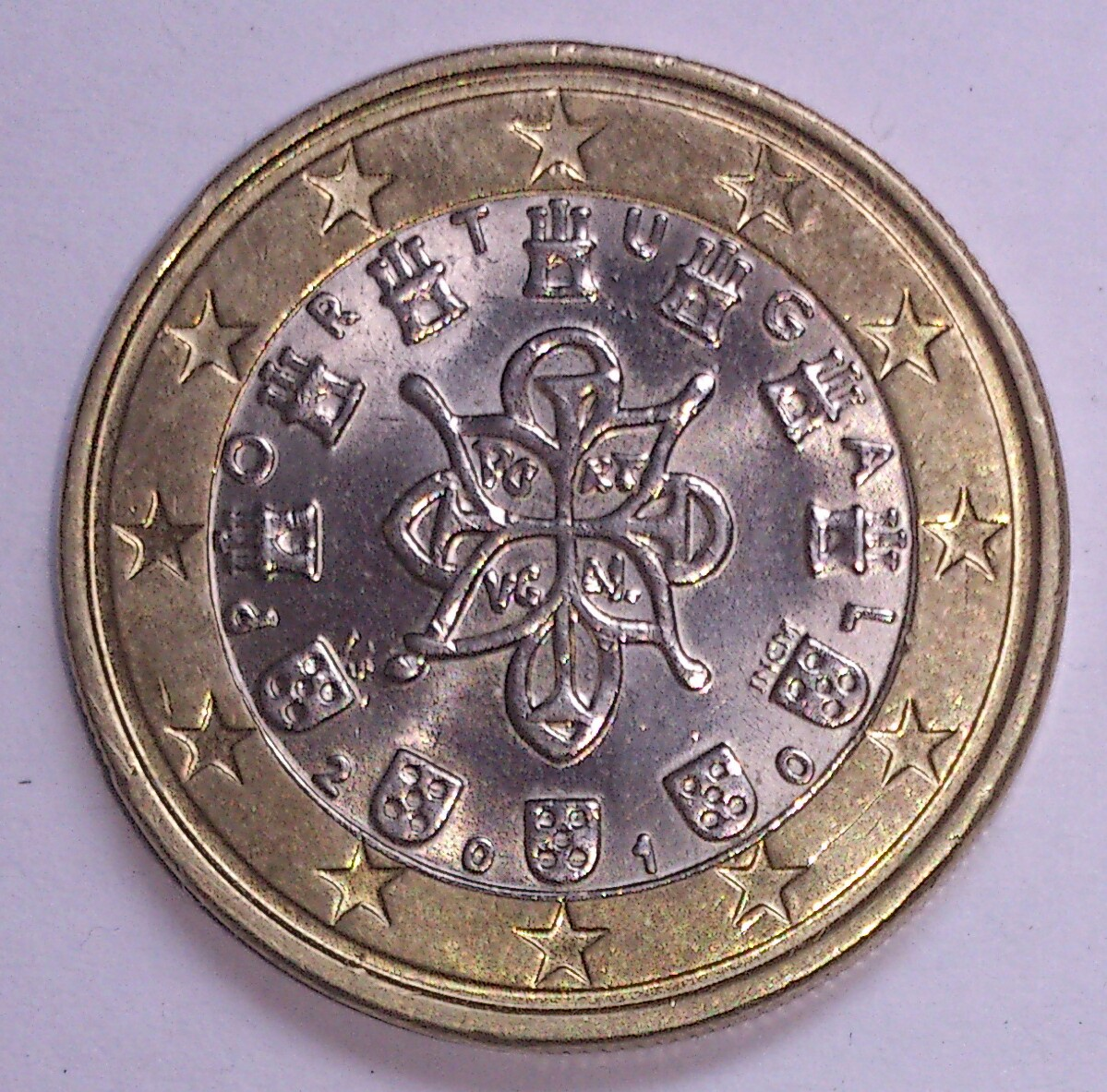
Portugese munt van € 1

De Portugese euromunten hebben drie verschillende ontwerpen voor elke serie van munten.
De ontwerpen zijn gemaakt door Vitor Manuel Fernandes dos Santos. Op de munten is een koninklijk zegel te zien. Op de munten van 1,2 en 5 cent is dit het koninklijk zegel uit 1134. Op de munten van 10, 20 en 50 cent is dit het zegel uit 1142 en op de munten van 1 en 2 euro is dit het zegel uit 1144. Hieromheen zijn de vijf wapenborden en de zeven kastelen uit het wapen van Portugal geplaatst. De cirkels in de wapenborden zijn bezanten. Daar weer omheen zijn het muntjaar en de tekst PORTUGAL te lezen. In de buitenste cirkel zijn de 12 sterren van de EU geplaatst.
Op de rand van de 2-euromunt zijn ook weer de vijf wapenborden en zeven kastelen te zien.
De munten worden geslagen bij Imprensa Nacional-Casa da Moeda.

## Herdenkingsmunten van € 2
- Herdenkingsmunt van 2007: Gemeenschappelijke uitgifte naar aanleiding van de 50ste verjaardag van het Verdrag van Rome
- Herdenkingsmunt van 2007: Voorzitterschap Europese Unie
- Herdenkingsmunt van 2008: 60ste verjaardag van de Universele Verklaring van de Rechten van de Mens
- Herdenkingsmunt van 2009: Gemeenschappelijke uitgifte naar aanleiding van de 10de verjaardag van de Europese Economische en Monetaire Unie
- Herdenkingsmunt van 2009: 2e Lusofonische Spelen in Lissabon
- Herdenkingsmunt van 2010: 100 jaar Portugese republiek
- Herdenkingsmunt van 2011: 500ste geboortedag Fernão Mendes Pinto
- Herdenkingsmunt van 2012: Gemeenschappelijke uitgifte naar aanleiding van de 10de verjaardag van de invoering van de Euro
- Herdenkingsmunt van 2012: Guimarães, culturele hoofdstad van Europa
- Herdenkingsmunt van 2013: 250 jaar Torre dos Clérigos in Porto
- Herdenkingsmunt van 2014: 40ste verjaardag van de Anjerrevolutie
- Herdenkingsmunt van 2014: Internationale jaar van het boerenfamiliebedrijf
- Herdenkingsmunt van 2015: 150-jarig bestaan van het Portugese Rode Kruis
- Herdenkingsmunt van 2015: 500ste verjaardag van het eerste contact met Timor
- Herdenkingsmunt van 2015: Gemeenschappelijke uitgifte naar aanleiding van het 30-jarig bestaan van de Europese vlag
- Herdenkingsmunt van 2016: Deelname van Portugal aan de Olympische Zomerspelen van 2016 in Rio de Janeiro
- Herdenkingsmunt van 2016: 50ste verjaardag van de opening van de 25 aprilbrug
- Herdenkingsmunt van 2017: 150ste verjaardag van de oprichting van de Policia de Segurança Pública (PSP)
- Herdenkingsmunt van 2017: 150ste geboortedag van Raul Brandão
- Herdenkingsmunt van 2018: 250-jarig bestaan van de Imprensa Nacional (INCM)
- Herdenkingsmunt van 2018: 250-jarig bestaan van de Botanische Tuin van Ajuda (Lissabon)
- Herdenkingsmunt van 2019: 500ste verjaardag van de start van de eerste zeilreis rond de wereld door Magellaan
- Herdenkingsmunt van 2019: 600ste verjaardag van de ontdekking van Madeira en Porto Santo
- Herdenkingsmunt van 2020: 730ste verjaardag van de oprichting van de Universiteit van Coimbra
- Herdenkingsmunt van 2020: 75-jarig bestaan van de Verenigde Naties
- Herdenkingsmunt van 2021: Voorzitterschap Europese Unie
- Herdenkingsmunt van 2021: Deelname van Portugal aan de Olympische Zomerspelen van Tokio 2020
- Herdenkingsmunt van 2022: 100ste verjaardag van de eerste oversteek van de zuidelijke Atlantische Oceaan per vliegtuig
- Herdenkingsmunt van 2022: Gemeenschappelijke uitgifte naar aanleiding van het 35-jarig bestaan van het ERASMUS-programma
- Herdenkingsmunt van 2023: 37ste Wereldjongerendagen in Lissabon
- Herdenkingsmunt van 2023: Een munt voor vrede
- Herdenkingsmunt van 2024: 50ste verjaardag van de revolutie van 25 april 1974
- Herdenkingsmunt van 2024: Deelname van Portugal aan de XXXIII Olympische Zomerspelen van Parijs 2024
- Herdenkingsmunt van 2025: 16e World Scout Moot